# 阿利斯特·伯特
阿利斯特·伯特（英語：Alistair Burt，1955年5月25日—）是一位英格蘭政治人物，黨籍原是保守黨，2019年9月因議會表決時不支持同黨首相鮑里斯·強森的脫歐提案，因而被開除黨籍。

## 生平
自2001年開始，他擔任東北貝德福德郡選區選出的英國下議院議員。他曾就讀於牛津大學聖約翰學院。